# Dendrochirus zebra
Dendrochirus zebra és una espècie de peix pertanyent a la família dels escorpènids.

## Descripció
- Fa 25 cm de llargària màxima.
- Coloració vermellosa amb cinc franges fosques.[3]

## Reproducció
Es pot reproduir en captivitat.

## Hàbitat
És un peix marí, associat als esculls de corall i de clima tropical (30°N-15°S) que viu fins als 60 m de fondària.

## Distribució geogràfica
Es troba des del mar Roig i l'Àfrica oriental fins a Samoa, el sud del Japó (incloent-hi les illes Ogasawara) i Austràlia (incloent-hi l'illa de Lord Howe).

## Observacions
És verinós per als humans.